# Fylleåns dämningsområde
Fylleåns dämningsområde är en sjö i Halmstads kommun i Halland och ingår i Fylleåns huvudavrinningsområde. Sjön har en area på 0,0441 kvadratkilometer och ligger 133,1 meter över havet. Sjön avvattnas av vattendraget Fylleån.

## Delavrinningsområde
Fylleåns dämningsområde ingår i det delavrinningsområde (630172-134547) som SMHI kallar för KarQ-punkt. Medelhöjden är 157 meter över havet och ytan är 24,93 kvadratkilometer. Räknas de 15 avrinningsområdena uppströms in blir den ackumulerade arean 76,12 kvadratkilometer. Avrinningsområdets utflöde Fylleån mynnar i havet. Avrinningsområdet består mestadels av skog (62 procent) och sankmarker (19 procent). Avrinningsområdet har 2,11 kvadratkilometer vattenytor vilket ger det en sjöprocent på 8,4 procent.